# Imanol Harinordoquy
Imanol Harinordoquy (* 20. Februar 1980 in Bayonne, Département Pyrénées-Atlantiques) ist ein nicht mehr aktiver französischer Rugby-Union-Spieler und Angehöriger der baskischen Volksgruppe. Er spielte als Flügelstürmer oder Nummer Acht für Biarritz Olympique und die französische Nationalmannschaft.
Harinordoquy gab sein Debüt für Frankreich gegen Wales im Jahr 2002. Zuvor war er der Kapitän der U21-Auswahl gewesen. Zu dieser Zeit spielte er noch für die Section Paloise, bevor er zur Saison 2004/05 zu Biarritz wechselte. Er erreichte mit Frankreich bei seinen ersten Six Nations den Grand Slam. Dabei erzielte er einen Versuch gegen England.
Harinordoquy bildete bei der Weltmeisterschaft 2003 zusammen mit Serge Betsen und Olivier Magne eine der stärksten dritten Reihen des Turniers. Frankreich scheiterte im Halbfinale am späteren Weltmeister England. Nach über 30 Länderspielen wurde er nach den Six Nations 2005 kaum mehr eingesetzt, Gründe dafür waren Verletzungen und Formschwankungen. Zur Weltmeisterschaft 2007 gehörte er wieder zum Kader und kam in fünf Spielen zum Einsatz. Die Franzosen scheiterten erneut an England im Halbfinale.